# Proacidalia robnora
Proacidalia robnora är en fjärilsart som beskrevs av James Andrew Kershaw 1952. Proacidalia robnora ingår i släktet Proacidalia och familjen praktfjärilar. Inga underarter finns listade i Catalogue of Life.